# (677) Aaltje
(677) Aaltje – planetoida z pasa głównego asteroid okrążająca Słońce w ciągu 5 lat i 30 dni w średniej odległości 2,96 j.a. Została odkryta 18 stycznia 1909 roku w Landessternwarte Heidelberg-Königstuhl w Heidelbergu przez Augusta Kopffa. Nazwa planetoidy pochodzi od Aaltje Noordewier-Reddingius, holenderskiej śpiewaczki. Przed jej nadaniem planetoida nosiła oznaczenie tymczasowe (677) 1909 FR.